# Закон на Стефан – Болцман
Законът на Стефан – Болцман описва мощността, излъчена от абсолютно черно тяло от гледна точка на неговата температура. По-точно, законът на Стефан – Болцман гласи, че общата енергия, излъчена от единица площ на абсолютно черно тяло във всичките дължини на вълната за единица време, {\displaystyle j^{\star }}, е право пропорционална на четвъртата степен на термодинамичната температура T на черното тяло:
{\displaystyle j^{\star }=\sigma ST^{4}.}
Константата на пропорционалност σ, наречена константа на Стефан – Болцман, се извежда чрез други познати естествени константи. Стойността на константа е:
{\displaystyle \sigma ={\frac {2\pi ^{5}k^{4}}{15c^{2}h^{3}}}=5.670373\times 10^{-8}\,\mathrm {W\,m^{-2}K^{-4}} ,}
където k е константата на Болцман, h е константата на Планк, а c е скоростта на светлината във вакуум. Следователно, при 100 K енергийният поток е 5,67 W/m2, а при 1000 K е 56 700 W/m2. Енергетичната яркост (ват на квадратен метър на стерадиан) се извежда чрез
{\displaystyle L={\frac {j^{\star }}{\pi }}={\frac {\sigma }{\pi }}T^{4}.}
Тяло, което не абсорбира цялото попадащо лъчение (понякога наричано „сиво“ тяло), излъчва по-малко обща енергия, отколкото абсолютно черно тяло и се характеризира с емисивност, {\displaystyle \varepsilon <1}:
{\displaystyle j^{\star }=\varepsilon \sigma T^{4}.}
Излъчването {\displaystyle j^{\star }} има измерения на поток на енергията (енергия за единица време на единица площ) и единиците в SI за измерване са джаул за секунда на квадратен метър или еквивалентното ват на квадратен метър. SI единицата за абсолютна температура T е келвин [K]. {\displaystyle \varepsilon } е емисивността на „сивото“ тяло. Ако то е абсолютно черно тяло, то {\displaystyle \varepsilon =1}. В по-общия и релативистичен случай емисивността зависи от дължината на вълната, {\displaystyle \varepsilon =\varepsilon (\lambda )}.
Общата мощност, излъчена от даден обект, се намира по формулата:
{\displaystyle P=Aj^{\star }=A\varepsilon \sigma T^{4}.}
където A е площта на тялото. Частиците съразмерни с дължината на вълната, метаматериали и други наноструктури не са обект на ограниченията на оптиката на лъчите и могат да бъдат проектирани по такъв начин, че да надминават закона на Стефан – Болцман.

## История
Законът е изведен от Йозеф Стефан през 1879 г. на базата на експериментални измервания, направени от Джон Тиндал. Изведен е и от Лудвиг Болцман през 1884 г. на базата на теоретични съображения, използвайки термодинамика. Болцман взема предвид определен идеален топлинен двигател със светлина като работно вещество, вместо газ. Законът е много точен единствено за абсолютно черни тела и работи като добро приближение за повечето „сиви“ тела. Стефан публикува закона в статията Über die Beziehung zwischen der Wärmestrahlung und der Temperatur (Относно връзката между топлинното излъчване и температурата) във Виенската академия на науките.

## Примери

### Температура на Слънцето
Чрез този закон Стефан успява да определи температурата на повърхността на Слънцето. Благодарение на данни от швейцарския физик Шарл Соре, Стефан научава, че енергийният поток от Слънцето е 29 пъти по-голям от енергийния поток на определен нагрят метал (тънка пластина). Кръгла пластина е поставена на такова разстояние от измерващото устройство, че се вижда под същия ъгъл като Слънцето. Соре преценява температурата на пластината да е приблизително от 1900 °C до 2000 °C. Стефан предполага, че 1/3 от енергийния поток на Слънцето се абсорбира от атмосферата на Земята, затова взима за правилния слънчев енергиен поток стойност, която е 3/2 пъти по-голяма от стойността на Соре, или по-точно 29 × 3/2 = 43,5.
Прецизни измервания на атмосферната абсорбция са направени едва през 1888 г. и 1904 г. Температурата, която получава Стефан е средна стойност на предните, 1950 °C и абсолютната термодинамична 2200 K. Тъй като 2,574 = 43,5, от закона следва, че температурата на Слънцето е 2,57 пъти по-голяма от температурата на пластината, така че Стефан получава стойност от 5430 °C или 5700 K (съвременната стойност е 5778 K).

### Температура на звездите
Температурата на звезди, различни от Слънцето, може да бъде апроксимирана, използвайки подобни начини, като излъчената енергия се счита за излъчване от абсолютно черно тяло. Така:
{\displaystyle L=4\pi R^{2}\sigma {T_{e}}^{4}}
където L е светимостта, σ е константата на Стефан – Болцман, R е звездният радиус, а T е ефективната температура. Същата формула може да бъде използвана, за да се изчисли приблизителния радиус на звезда от главна последователност по отношение на Слънцето:
{\displaystyle {\frac {R}{R_{\odot }}}\approx \left({\frac {T_{\odot }}{T}}\right)^{2}\cdot {\sqrt {\frac {L}{L_{\odot }}}}}
където R☉ е слънчевият радиус, L☉ е слънчевата светимост и така нататък.
Чрез закона на Стефан – Болцман астрономите могат лесно да правят предположения за радиусите на звезди. Законът, също така, се среща в термодинамиката на черните дупки в така нареченото излъчване на Хокинг.

### Ефективна температура на Земята
По подобен начин може да се изчисли ефективната температура на Земята T⊕ като се приравни приетата енергия от Слънцето и енергията, излъчена от Земята, под приближение на абсолютно черно тяло. Светимостта на Слънцето, L⊙, се извежда от:
{\displaystyle L_{\odot }=4\pi R_{\odot }^{2}\sigma T_{\odot }^{4}}
На Земята тази енергия преминава през сфера с радиус a0, разстоянието между Земята и Слънцето, а облъчеността (получена мощност на единица площ) се извежда от:
{\displaystyle E_{\oplus }={\frac {L_{\odot }}{4\pi a_{0}^{2}}}}
Земята има радиус R⊕ и следователно има напречно сечение {\displaystyle \pi R_{\oplus }^{2}}. Лъчистият поток (т.е. слънчевата мощност), абсорбиран от Земята се извежда от:
{\displaystyle \Phi _{\text{abs}}=\pi R_{\oplus }^{2}\times E_{\oplus }}
Считайки, че обмяната е в стабилно състояние, излъченият поток от Земята трябва да е равен на абсорбирания поток, следователно:
{\displaystyle {\begin{aligned}4\pi R_{\oplus }^{2}\sigma T_{\oplus }^{4}&=\pi R_{\oplus }^{2}\times E_{\oplus }\\&=\pi R_{\oplus }^{2}\times {\frac {4\pi R_{\odot }^{2}\sigma T_{\odot }^{4}}{4\pi a_{0}^{2}}}\\\end{aligned}}}
T⊕ тогава може да бъде намерена:
{\displaystyle {\begin{aligned}T_{\oplus }^{4}&={\frac {R_{\odot }^{2}T_{\odot }^{4}}{4a_{0}^{2}}}\\T_{\oplus }&=T_{\odot }\times {\sqrt {\frac {R_{\odot }}{2a_{0}}}}\\&=5780\;{\rm {K}}\times {\sqrt {696\times 10^{6}\;{\rm {m}} \over 2\times 149.598\times 10^{9}\;{\rm {m}}}}\\&\approx 279\;{\rm {K}}\end{aligned}}}
където T⊙ е температурата на Слънцето, R⊙ е радиусът на Слънцето, а a0 е разстоянието между Земята и Слънцето. Това дава ефективна температура от 6 °C на повърхността на Земята, считайки, че тя идеално абсорбира цялото лъчение, попадащо върху нея и няма атмосфера.
Земята има албедо от 0,3, което означава, че 30% от слънчевите лъчи, попадащи върху Земята, се разсейват обратно в космоса, без да се абсорбират. Ефектът на албедото върху температурата може да бъде приближен, като се счита, че абсорбираната енергия се умножава по 0,7, а планетата излъчва като абсолютно черно тяло. Това приближение намалява температурата с коефициент 0,771/4, което дава 255 K или 18 °C.
Интересен въпрос е каква би била температурата на повърхността на Земята, ако тя беше абсолютно черно тяло и считайки, че тя достига равновесие с падащата слънчевата светлина. Това зависи от ъгъла на падане на слънчевите лъчи и от това през колко въздух са минали те. Когато Слънцето е в зенит и повърхността е хоризонтална, облъчването може да достигне 1120 W/m2. Тогава законът на Стефан – Болцман дава температура от
{\displaystyle T=\left({\frac {1120{\text{ W/m}}^{2}}{\sigma }}\right)^{1/4}\approx 375{\text{ K}}}
или 102 °C. Над атмосферата резултатът е дори по-висок: 394 K.